# 何思謹
何思謹（？—？），字仲勉，號沭滨，山東青州府莒州人，民籍，明朝政治人物。

## 生平
山東鄉試第六十二名舉人。嘉靖三十八年（1559年）中式己未科會試第四十六名，三甲第一百四十一名進士。官浙江嘉兴府海盐县知县。

## 家族
曾祖何青，知縣；祖父何源；父何邦理，母郝氏。慈侍下。兄思學（縣主簿）、思問。